# Comuna Bilohrîve, Kroleveț
Bilohrîve (în ucraineană Білогриве) este o comună în raionul Kroleveț, regiunea Sumî, Ucraina, formată din satele Bilohrîve (reședința), Hreșceatîk, Medvedeve, Pasika, Peremoha, Sajalkî și Șleah.

## Demografie
Componența lingvistică a comunei Bilohrîve
     Ucraineană (98,31%)
     Rusă (1,53%)
     Alte limbi (0,17%)
Conform recensământului din 2001, majoritatea populației comunei Bilohrîve era vorbitoare de ucraineană (98,31%), existând în minoritate și vorbitori de rusă (1,53%).